# The Rev
James Owen Sullivan (Huntington Beach, Kalifornia, 1981. február 9. – Huntington Beach, 2009. december 28.), ismertebb nevén The Rev, az Avenged Sevenfold nevű heavy metal együttes dobosa, egyik főbb dalszerzője és alapító tagja volt. Emellett énekelt és zongorázott a Pinkly Smooth-ban, ami egy mellékprojekt volt, ott a Rat Head nevet viselte, ennek az együttesnek Synyster Gates is a tagja volt. Illetve 1998 és '99 között a Suburban Legends nevű bandában dobolt.

## Karrierje
Huntington Beachen nőtt fel. Az első pár dobverőjét négyévesen kapta, tízévesen pedig már saját dobfelszerelése volt. Középiskolában kezdett bandákban játszani, tagja volt egy third wave ska bandának, a Suburban Legends-nek, majd kilépett és megalapította az Avenged Sevenfoldot M. Shadows-zal, Zacky Vengeance-szel és Matt Wendt-tel. 18 éves volt, amikor felvették az A7X első lemezét Sounding the Seventh Trumpet címmel. Frank Zappa és King Crimson nagy hatással voltak a zenei ízlésére. Jimmy egy Modern Drummer Magazine-nel készített interjúban mondta, hogy "Legalább annyira hallgattam olyasmit, mint rockot és metalt."
Később olyan dobosok hatottak rá, mint Vinnie Paul, Mike Portnoy, Dave Lombardo, Lars Ulrich, és Terry Bozzio. Sullivannek volt egy sajátos képessége, amit 'double-ride'-nak nevezett el "jobb meghatározás hiányában". Ez egy olyan technika, amit például az "Almost Easy"-n, a "Critical Acclaim"-en, a "Crossroads"-on és a "Dancing Dead"-en is lehet hallani.
The Rev énekes, dalszerző és zongorista is volt az Avenged Sevenfoldnál. Zongorajátéka a "Seize the Day"-ben, a "Fiction"-ben, a "Save Me"-ben és a "Warmness on the Soul"-ban is hallható, míg hangja az Avenged Sevenfold "A Little Piece of Heaven"-jében, a "Brompton Cocktail"-ben, a "Critical Acclaim"-ben, a "Crossroads"-ban, a "Gunslinger"-ben, a "Lost"-ban, a "Scream"-ben, az "Afterlife"-ban, a "Save Me"-ben, az "Eternal Rest"-ben, a "Flash Of The Blade"-ben, a "Strength of the World"-ben, a "Bat Country"-ban, az "Almost Easy"-ben és a "Fiction"-ben. Az általa írott dalok: "Almost Easy", "A Little Piece of Heaven", "Afterlife", "Fiction", "Welcome to the Family," a "Save Me" zongorás része, "Demons", "Fiction" és mások.
Az Avenged Sevenfold kiadta a Nightmare demo verzióját, ami The Rev vokálját és dobolását is tartalmazza.
A 2010-es évi Revolver Golden God Díjátadón megnyerte a Legjobb Dobosnak járó díjat, amit családtagjai és az Avenged Sevenfold vettek át a nevében.

## Halála
2009. december 28-án találták holtan az otthonában, a rendőrség kizárta az idegenkezűséget. A december 30-án végzett boncolás nem volt meggyőző, de a júniusi toxikológiai eredmények azt mutatták, hogy oxikodon-, percocet-, oximorfon-, diazepam-, nordiazepam- és alkoholtúladagolás volt a halál oka. A halottkém megállapította, hogy a megnagyobbodott szíve is szerepet játszhatott.
2010. január 6-án temették el privát keretek között Huntington Beachen, Kaliforniában. Nem sokkal a halála után az Avenged Sevenfold az ő emlékének ajánlotta az ötödik stúdióalbumát, a Nightmare-t, illetve a So Far Away c. számot, amit Synyster Gates írt.
A dobfelszerelése a Hard Rock Hotelben van kiállítva Las Vegasban. A 2008-as "Taste of Chaos" elnevezésű turné dobfelszerelése pedig a Hard Rock Cafeban Gatlinburgban, Tennessee államban.

## Diszkográfia

### A Suburban Legends-dzel
- Origin Edition (1999)

### A Pinkly Smooth-szal
- Unfortunate Snort (2001)

### Az Avenged Sevenfolddal
- 1999 Demo (1999)
- 2000 Demo (2000)
- Sounding the Seventh Trumpet (2001)
- Waking the Fallen (2003)
- City of Evil (2005)
- All Excess (2007)
- Avenged Sevenfold (2007)
- Live in the LBC & Diamonds in the Rough (2008)
- Nightmare (2010) (posztumusz)